# Bosa
Bosa (sardinski: Bòsa, Osa) je grad i općina (comune) u pokrajini Oristanu u regiji Sardiniji, Italija. Nalazi se na nadmorskoj visini od 2 metra i ima 7 929 stanovnika.
 Prostire se na 128,02 km². Gustoća naseljenosti je 62 st/km².
Susjedne općine su: Magomadas, Modolo, Montresta, Suni, Padria, Pozzomaggiore i Villanova Monteleone.